# Gracia Indri
Indria Sari Sulistyaningrum, conocida artísticamente como Gracia Indri (nacida en Pasuruan, el 14 de enero de 1990) es una cantante, modelo, cómico, presentador y actriz indonesia. Es hija de Edo Sulistiarto y Nevos Setyaningrum. Su hermana es la actriz y cantante Gisela Cindy.

## Carrera
Gracia Indri comenzó su carrera como actriz a los10 años, protagonizando una telenovela titulada Panji Manusia Millenium. Además interpretó un personaje como antagonista principal llamada, Jessica, en las telenovelas "Bidadari 2" y "Bidadari 3". La mayor parte en su carrera actoral, fue la protagonista principal en muchas telenovelas y algunas veces como antagonista. También participó como segundo personaje en dos telenovelas tituladas como "Aku Bukan Cantik" con Malih, Bolot, Mpok Nori y Omaswati y  "Pashmina Aisha" con Aura Kasih. La primera fue producido por Frame Ritz, que salió al aire por televisión en 2007, difundida por la red Trans y la segunda el 10 de marzo de 2014. También participó como segundo personaje en tres películas, como Malam Jumat Kliwon, Coblos Cinta y Pasangan Romantis.

## Filmografía

### Películas
| Año  | Título                                              | Rol    |
| ---- | --------------------------------------------------- | ------ |
| 2007 | Malam Jumat Kliwon (English: "Friday Night Kliwon") | sheila |
| 2008 | Coblos Cinta (English: "Step Love")                 | Icha   |
| 2010 | Pasangan Romantis (English: "Romantic Couple")      |        |

### Telenovelas
- Tuyul dan Mbak Yul (English: "Tuyul and Mbak Yul")
- Panji Manusia Millenium (English: "Panji Human Millennium")
- Bidadari 2 (English: "Angel 2")
- Bunga Diujung Matahari (English: "Flower At the End of the Sun")
- Bidadari 3 (English: "Angel 3")
- Jinny Lagi Jinny Lagi (English: "Jinny Again Jinny Again")
- Untung Ada Jinny (English: "Fortunately there Jinny")
- Jalan Jaksa (English: "The Prosecutor")
- Senyuman Ananda (English: "Ananda Smile")
- Turun Ranjang (English: "Down Bed")
- Penjaga Hati (English: "Heart Guard")
- Peri Sok Gaul (English: "Fairy Indiscriminate Slang")
- Janji Mu Seperti Fajar (English: "Your Promise as Dawn")
- Kakak Iparku 17 Tahun (English: "My Brother in-Law 17 Years Old")
- Cinta Semanis Cokelat (English: "Sweet Love as Chocolate")
- Bembi (English: "Bembi")
- Cinta Fitri (English: "Love Fitri")
- Legenda (English: "Legend")
- Romantika Remaja (English: "Teen Romance")
- Cinta Maia (English: "Love Maia")
- Melati untuk Marvel (English: "Melati For Marvel")
- Indahnya KaruniaMu (English: "The Beauty of the Gift")
- Cinta Ramadhan dan Ramona (English: "Love Ramadhan and Ramona")
- Cinta Slamet Yonata (English: "Love Slamet Yonata")
- Kesetiaan Cinta (English: "Loyalty in Love")
- Rama dan Ramona (English: "Rama and Ramona")
- Dia Anakku (English: "She's My Son")
- Kesucian Cinta (English: "Sanctity of Love")
- Fathiyah (English: "Fathiyah")
- Istri yang Dikhianati (English: "Betrayed Wife")
- Jenderal Kancil (English: "General Deer")
- Pashmina Aisha (English: "Pashmina Aisha")

## Programas de televisión
- Juminten Goes to Paris (English: "Juminten Goes to Paris")
- Finding Nino (English: "Finding Nino")
- Buat Gue Jatuh Cinta (English: "For Me Falling in Love")
- Bohong Dikit Boleh Enggak? (English: "Little Lie May or Not?)

## Premios y reconocimientos
| Año  | Premio              | Categoría                         | Ganadora                                 | Resultado |
| ---- | ------------------- | --------------------------------- | ---------------------------------------- | --------- |
| 2009 | SCTV Awards         | Famous Supporting Role Actress    | Melati untuk Marvel (Jasmine for Marvel) | Nominada  |
| 2015 | Infotainment Awards | Most Phenomenal Celebrity Wedding | Gracia Indri and David Noah              | Nominada  |
| 2016 | Infotainment Awards | Most Phenomenal Celebrity Wedding | Gracia Indri and David Noah              | Nominada  |